# Oxygenkoncentrator

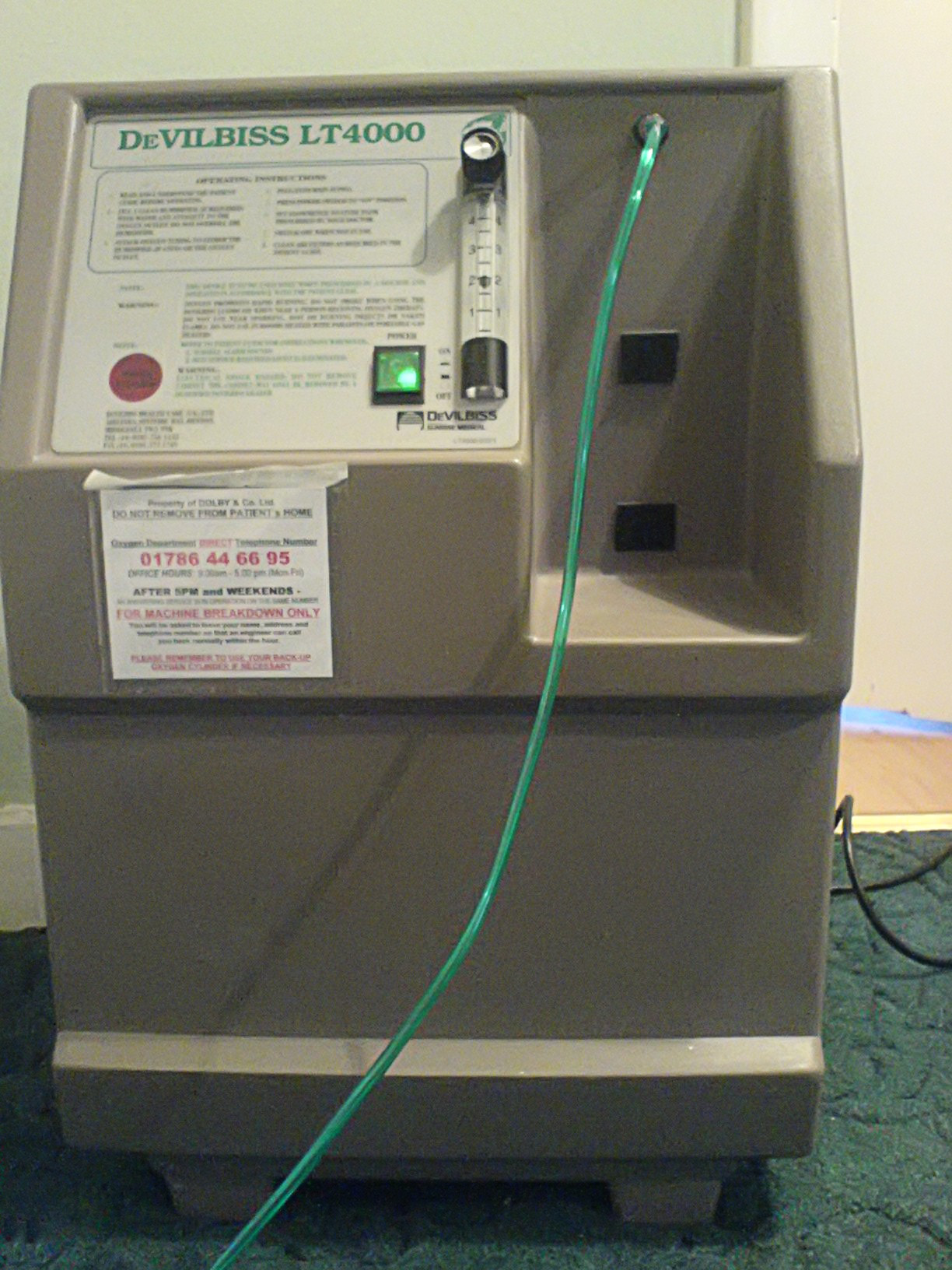
En oxygenkoncentrator för användning i patientens hem. Modellen är en DeVILBISS LT 4000.

Oxygenkoncentrator, eller oxygenanrikare är en maskin som koncentrerar luftens syre. Maskinen är till för de som behöver kontinuerlig oxygenbehandling i hemmet eller på sjukhus. Den används i stället för, eller som komplement till, syrgastuber. Eftersom den inte behöver stå bredvid patienten, utan kan vara 12–30 meter bort så har man en viss rörlighet fast man är under behandling.
Den syrekoncentrerade luften andas sedan in av patienten med hjälp av en oxygenkateter.

## Orsaker till behandling
Om man lider av kronisk hypoxi, det vill säga konstant syrebrist, behöver man behandling för att minska lidandet. 
Sjukdomar som leder till kronisk hypoxi är bland annat:
- Kroniskt obstruktiv lungsjukdom
- Lungfibros
- Lungemfysem
- Lungcancer
- Lungmetastaser
- Pulmonell arteriell hypertension

## Funktion
Oxygenkoncentratorn har ett filtreringskärl som avskiljer luftens kväve så att koncentrationen av syre ökar. Eftersom det är en kompressor som pumpar in luften i filtreringskärlet så behöver den elektricitet. Kompressorn gör även att apparaten bullrar och avger en hel del värme.
Eftersom luften som koncentrerats sedan skall användas som andningsluft har maskinen även ett luftfilter som tar bort partiklar som annars skulle kunna störa dess funktion.

### Säkerhet
Eftersom apparaten drivs med nätelektricitet bör den inte stå i fuktiga ytor. Patienten behöver även ha ett backup-system, vilket oftast består av syrgastuber som kan användas vid ett strömavbrott.